# Curriculum Pathways
Curriculum Pathways (von engl., wörtl. „Lehrplanpfade“) ist eine vom SAS Institute entwickelte Software, die seit Dezember 2008 für amerikanische Lehrer kostenlos zur Verfügung steht.
Es handelt sich dabei um eine Online-Lernplattform, die mittlerweile in allen 50 Bundesstaaten der USA von mehr als 120.000 Lehrern in 40.000 Einrichtungen benutzt wird.
Es werden Lerneinheiten für die Kernfächer Englisch, Mathematik, Naturwissenschaften, Gemeinschaftskunde und Spanisch angeboten.
Genutzt werden kann die Plattform vor allem von Schülern der Klassen 6–12. Durch Erweiterungen während der letzten Jahre besteht allerdings die Möglichkeit, die Software in Grundschule, Mittelstufe, Gymnasium sowie der Universität zu nutzen.
Curriculum Pathways legt seinen Schwerpunkt auf interaktives Lernen, da die Nutzer des Programms Audio- und Video-Materialien zum Erreichen des Lernziels verwenden können. Nachweislich kann diese Art des Lernens zu einer Leistungssteigerung von Schülern führen.
Die Plattform soll jedoch nach einer Ankündigung des Unternehmens zum Ende des Schuljahres 2020–2021 eingestellt werden.